# Kurmanów
Kurmanów – wieś w Polsce położona w województwie lubelskim, w powiecie chełmskim, w gminie Białopole.
W latach 1975–1998 miejscowość administracyjnie należała do województwa chełmskiego. 
Wieś jest sołectwem w gminie Białopole. Według Narodowego Spisu Powszechnego z roku 2011 wieś liczyła 142 mieszkańców i była ósmą co do liczby ludności miejscowością gminy.
Wierni Kościoła rzymskokatolickiego należą do parafii Wniebowzięcia Najświętszej Maryi Panny w Buśnie.

## Historia
W 1510 r. wieś znana była jako Kormanów. Należała wówczas do Parafii Rzymskokatolickiej w Hrubieszowie.
Dzisiejsza nazwa Kurmanów obowiązuje od 1883 r.. Według Słownika geograficznego Królestwa Polskiego z roku 1883 Kurmanów to wieś w powiecie hrubieszowskim, gminie Białopole. Posiada małą cerkiew rusińską.

## Szlaki turystyczne
Przez wieś przebiega  Szlak Tadeusza Kościuszki mający początek w Uchańce.

## Zabytki
W Kurmanowie znajduje się dawna cerkiew greckokatolicka (zbudowana prawdopodobnie w 1790 r. jako kaplica dworska), w 1831 r. rozbudowana, być może według projektu Piotra Aignera. W 1875 r. zamieniona na cerkiew prawosławną a w 1925 r. przebudowana na szkołę (m.in. zburzono kopułę). Obecnie jest własność prywatna.

## Parki
Park stanowi własność miejscowej szkoły podstawowej, o powierzchni 1 ha, pochodzący z XIX w.

## Cmentarze i mogiły
Cmentarz przycerkiewny, być może z XVIII w. Położony wśród skupionej zabudowy wsi. W 2000 r. dziedziniec szkoły. Powierzchnia 0,3 ha. Najstarszy istniejący nagrobek według  przekazów pochodził z początków XIX w. lub z XVIII w.